# أولاد موسى (العامرية)
أولاد موسى هي إحدى مشيخات المملكة المغربية، تتبع جغرافيا لإقليم قلعة السراغنة وإداريًا لالعامرية. يقدر عدد سكانها بـ 34378 نسمة حسب الإحصاء الرسمي للسكان والسكنى لسنة 2004.